# Triplophyllum securidiforme
Triplophyllum securidiforme är en ormbunkeart som först beskrevs av William Jackson Hooker, och fick sitt nu gällande namn av Holtt. Triplophyllum securidiforme ingår i släktet Triplophyllum och familjen Tectariaceae. Utöver nominatformen finns också underarten T. s. nanum.